# Moschee von Tsingoni

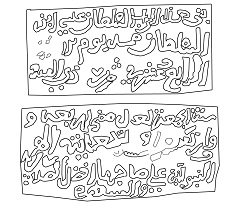
Inschrift im Mihrab der Moschee von Tsingoni

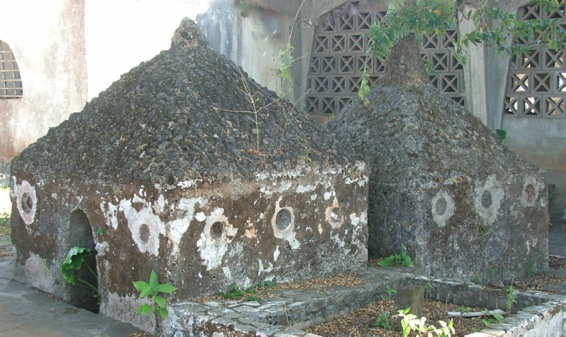
Zwei Shirazische Mausoleen

Die  Moschee von Tsingoni (französisch mosquée de Tsingoni) ist eine französische Moschee in Tsingoni auf der Grande-Terre von Mayotte. Das aus Stein errichtete Gebäude wurde 1538 unter dem shirazischen Sultanat fertiggestellt. Sie ist ein Symbol dieses Übersee-Départements und wurde 2012 in die Liste der Monuments historiques aufgenommen.